# Hakkasteik

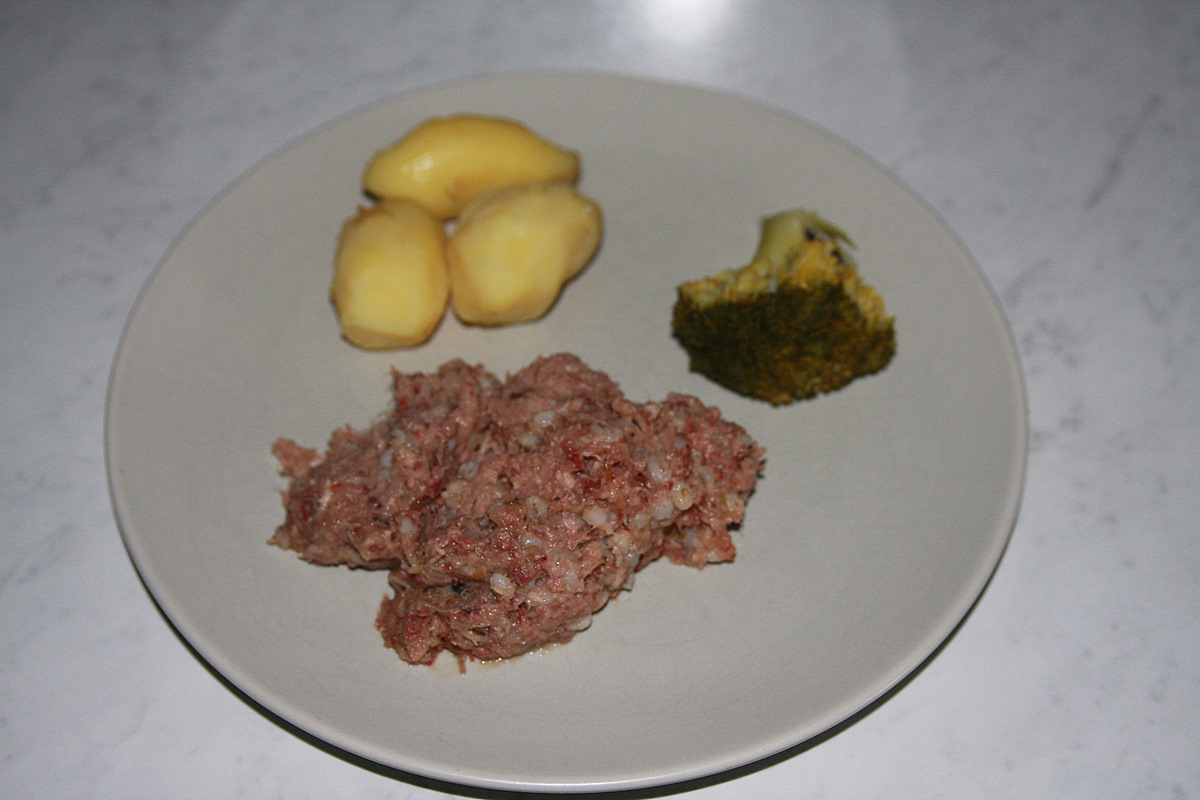
Hakkasteik com batatas e vegetais

Hakkasteik é um prato de carne típico da culinária da Noruega. Teve origem na região de Hardanger, onde também é conhecido por brurasteik.
É preparado com carne picada de suíno, bovino, borrego e, por vezes, também com carne de caça. É comum utilizar-se carne salgada, carne fumada e carne fresca ao mesmo tempo. As carnes são cozidas,  misturadas com cevada e temperadas com pimenta. O prato é normalmente servido com batata cozida.
Na região de Hardanger, é tradição consumir este prato nos casamentos. No passado, quando os casamentos se celebravam durante três dias, o hakkasteik era servido no segundo ou no terceiro dia, como desjejum ou como jantar.